# 志村ファミリー
志村ファミリー（しむらファミリー）とは、志村けんと志村のコント番組・舞台作品レギュラー共演者を一つのグループとして捉えたものである。志村主催の舞台公演である『志村魂』は、「志村けん一座」の公演という位置付けである。
メンバーの明確な定義はなく、かつてドリフの番組（『8時だョ!全員集合』、『ドリフ大爆笑』等）にてかなりの頻度で共演していた、1979年まで所属事務所が同じだった沢田研二やキャンディーズなどは志村ファミリーとはなっていないが、沢田は2000年代には再び志村と共演する回数を増やしていた。また志村の番組（『志村けんのバカ殿様』、『志村けんのだいじょうぶだぁ』等）にて以前から常連で共演している研ナオコや柄本明なども含まれていない。

## 主なメンバー
- 桑野信義
- 田代まさし
- ダチョウ倶楽部
  - 肥後克広
  - 寺門ジモン
  - 上島竜兵
- ナインティナイン
  - 岡村隆史
  - 矢部浩之
- いしのようこ
- 松本典子
- 優香[注 1]
- 渡辺美奈代

## その他のメンバー
- 森口博子
- 本田理沙
- 細川ふみえ
- 大野幹代
- 辺見えみり
- 川上麻衣子
- そめやゆきこ
- 村田和美
- 島崎和歌子
- 橋本マナミ
- 多岐川華子
- みひろ
- 磯山さやか
- 永田杏子
- 堀越のり
- 平山あや
- 有坂来瞳
- 一戸奈未
- 川村亜紀
- 川村ひかる
- 小池祥絵
- 藤本綾
- 安めぐみ
- 加藤明日美
- 山田千鶴
- ゆりん
- 香月亜耶乃
- 里中あや
- 小池栄子
- 菊川怜
- MEGUMI
- 吉岡美穂
- 熊田曜子
- 松本さゆき
- 瀬戸早妃
- 吉井怜
- 若槻千夏
- 熊切あさ美
- 森下千里
- 夏川純
- チェン・チュー
- 水崎綾女
- 井上和香
- 森田涼花
- 谷澤恵里香
- 原幹恵
- 小林恵美
- 矢吹春奈
- 池田夏希
- 相澤仁美
- 川村ゆきえ
- 安藤成子
- 南まりか
- 田中優夏
- 木口亜矢
- 南明奈
- 山本梓
- 田中涼子
- 桃瀬美咲
- 田中美晴
- 野呂佳代
- 星野真里
- 並木優
- 森下悠里
- 岸明日香
- 尾崎ナナ
- 亜里沙
- 菜々緒
- 後藤郁
- 葉加瀬マイ
- 中村静香
- 今野杏南
- 紗倉まな
- 渡辺早織
- 鹿沼憂妃
- 田中里奈
- 堀田茜
- 瀬口かな
- 高嶋香帆
- 山本美月
- 麻美ゆま
- 足立梨花
- 土井悠
- 林田真尋
- 杉原杏璃
- 天木じゅん
- 夏目花実
- 出口亜梨沙
- 赤崎月香
- 二階堂ふみ
- 菅沢こゆき
- 加島ちかえ
- 小島瑠璃子
- 桜井日奈子